# Guizancourt Farm Cemetery
Guizancourt Farm Cemetery is een Britse militaire begraafplaats met gesneuvelden uit de Eerste Wereldoorlog, gelegen in de Franse gemeente Gouy (departement Aisne). De begraafplaats werd ontworpen door William Cowlishaw en ligt aan een landweg genaamd Ferme de Guisancourt op 2,5 km ten noordoosten van het centrum (Église Saint-Médard). Vanaf deze weg leidt een graspad van 65 m naar de toegang. De begraafplaats heeft een trapeziumvormig grondplan met een oppervlakte van 398 m² en wordt omsloten door een muur van ruwe breuksteen. Het Cross of Sacrifice staat centraal bij de licht gebogen zuidelijke muur. Een metalen hekje in de zuidoostelijke hoek geeft toegang tot de begraafplaats. In de tegenoverliggende hoek staat een stenen zitbank. De graven liggen in vier min of meer evenwijdige rijen naast elkaar en een tweetal afzonderlijk. 
Er worden 140 doden herdacht waaronder 5 niet geïdentificeerde.
De begraafplaats wordt onderhouden door de Commonwealth War Graves Commission.
Op het grondgebied van gemeente ligt ook de militaire begraafplaats Prospect Hill Cemetery.

## Geschiedenis
Gouy en het aangrenzende dorp Le Catelet werden op 3 oktober 1918 door de 6th Royal Inniskilling Fusiliers en het 4th King's Royal Rifle Corps veroverd en twee dagen later de boerderij Guizancourt Farm (3,2 kilometer ten noordoosten van Gouy op de Duitse linie Masnières-Beaurevoir) door de 11th Sherwood Foresters en de 1st/8th Royal Warwicks. De begraafplaats werd kort na de verovering van de boerderij aangelegd. 
Er liggen 140 Britten waaronder 5 niet geïdentificeerde die, behalve één, omkwamen tussen 3 en 9 oktober 1918.  

## Onderscheiden militairen
- J. O’Brien, kapitein bij de  Royal Munster Fusiliers werd onderscheiden met het Military Cross (MC).
- korporaal Frank Garfield en soldaat J.M. Lyjons, beide van de Sherwood Foresters (Notts and Derby Regiment); sergeant John Kirkup en korporaal Thomas Young Bowman, beide van de Durham Light Infantry; korporaal Joseph Thompson van de King's Own Yorkshire Light Infantry en soldaat R.A. Roberts van de South Wales Borderers werden onderscheiden met de Military Medal (MM).